# Caproni Ca.33
Le Caproni Ca.3 était un bombardier lourd italien de la Première Guerre mondiale de type biplan bipoutre. 
Il fut développé par l'Italien Giovanni Battista Caproni qui commença dès 1913 à construire des avions géants. Durant la Première Guerre mondiale, il a construit un grand nombre de bombardiers du type Ca.1 à Ca.5. 
Le Caproni Ca.3 avait trois moteurs refroidis par eau Isotta Fraschini V.4B de 150 chevaux et volait avec quatre membres d'équipage. Il possédait deux mitrailleuses calibre 6,5 mm pour la défense contre les chasseurs. Cet avion pouvait encore voler sans problème avec deux moteurs seulement.
Les ailes égales et trapézoïdales possédaient des ailerons débordant aux extrémités. Quatre paires de mâts de chaque côté des moteurs avant à hélice tractrice les soutenaient.
Les fuselages de section rectangulaire s'amincissaient verticalement, entre les deux était placée une carlingue supportant derrière le poste de pilotage, le 3e moteur propulsif.
En queue, 3 gouvernails de direction pentagonaux surmontaient la grande gouverne de profondeur trapézoïdale. Le train d'atterrissage était constitué de deux paires de roues sous chaque moteur avant.
L'armée de l'air italienne utilisait cet appareil essentiellement pour bombarder des objectifs en Autriche-Hongrie, mais il fut également utilisé en France et en Libye. Les armées de l'air française (escadrilles CEP 115 et CEP 130) et américaine utilisèrent également des bombardiers Caproni, ainsi que l'armée de l'air britannique avant l'introduction des Handley Page Type O.
Après la guerre, les bombardiers Caproni volèrent encore jusqu'en 1929 en Italie et aux États-Unis.

## Variantes
Toutes ces désignations virent le jour après la guerre. À l'époque tous étaient connus sous le nom de 300 hp chez Caproni et de Ca.3 dans l'armée.
- Ca.34 et Ca.35 avec une nacelle centrale modifiée pour permettre aux pilotes d'être assis en tandem pour des raisons aérodynamiques. Pas de production.
- Ca.36 avec des ailes facilement démontables afin d'économiser de la place à l'intérieur des hangars.
  - Ca.36M ou Ca.36 mod (pour modificato - "modifié") - une variante plus légère et simplifiée entrée en production après la guerre. 153 ont été livrés entre 1923 et 1927, dont 144 à la nouvelle "Regia Aeronautica".
  - Ca.36S - version de transport de blessés.
- Ca.37 - prototype monomoteur à deux places destiné à l'attaque au sol.
- Ca.39 - version hydravion. Pas de production.
- Ca.56a - version civile réalisée à partir de Ca.3s.

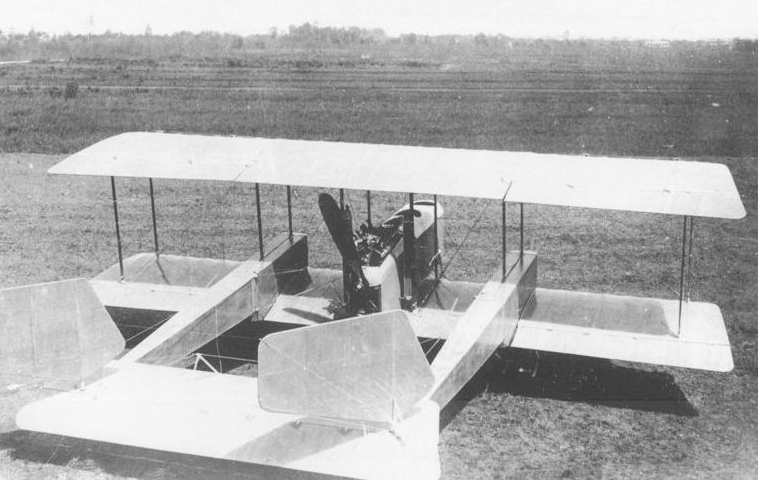
Prototype du Caproni Ca.37 de 1916.